# برج الزوراء
برج الزوراء (بالإنجليزية: Al-Zawra'a Tower)‏ أنشئ عام 1975 في بغداد ویقع في حديقة الزوراء قرب منطقة الحارثية، من تصميم المهندس المعماري العراقي عدنان زكي أمين.
يرتفع البرج حوالي 40 متر وفيه مطعم دائري ودوار تدور أرضيته حول البرج، وهو على شكل قبة بصلية، والتي أثارت عدداً من الأنتقادات بسبب شكلها إلا أن هذا البرج يبقى البرج الوحيد في العراق المصمم كلياً من قبل مهندس معماري عراقي، وهو المهندس عدنان زكي أمين الذي استطاع التصدي لتصاميم جريئة. أغلق البرج بعد الاحتلال الأمريكي على العراق عام 2003.
كان من المفترض أن يكون أرتفاع البرج ضعف أو أكثر من ارتفاعه الحالي ولكن في اللحظات الأخيرة أعترض على اكمال بناءه لجنة أمنية في رئاسة الجمهورية لان الأرتفاع كان يشكل تهديدا أمنيا على مبنى القصر الجمهوري، وقيل في وقتها إن سبب الأعتراض كان مهبط الطائرات في مطار المثنى المجاور لحديقة الزوراء، مما يعترض الطائرات التي تقلع وتهبط فيه، فأوقف البناء ثم أكمل بارتفاع 50 متراً وبالتالي فقد البرج الكثير من جماليته ورونقه لانه أصبح قصيراً نسبة إلى حجم قبته الكبيرة.

## معرض الصور

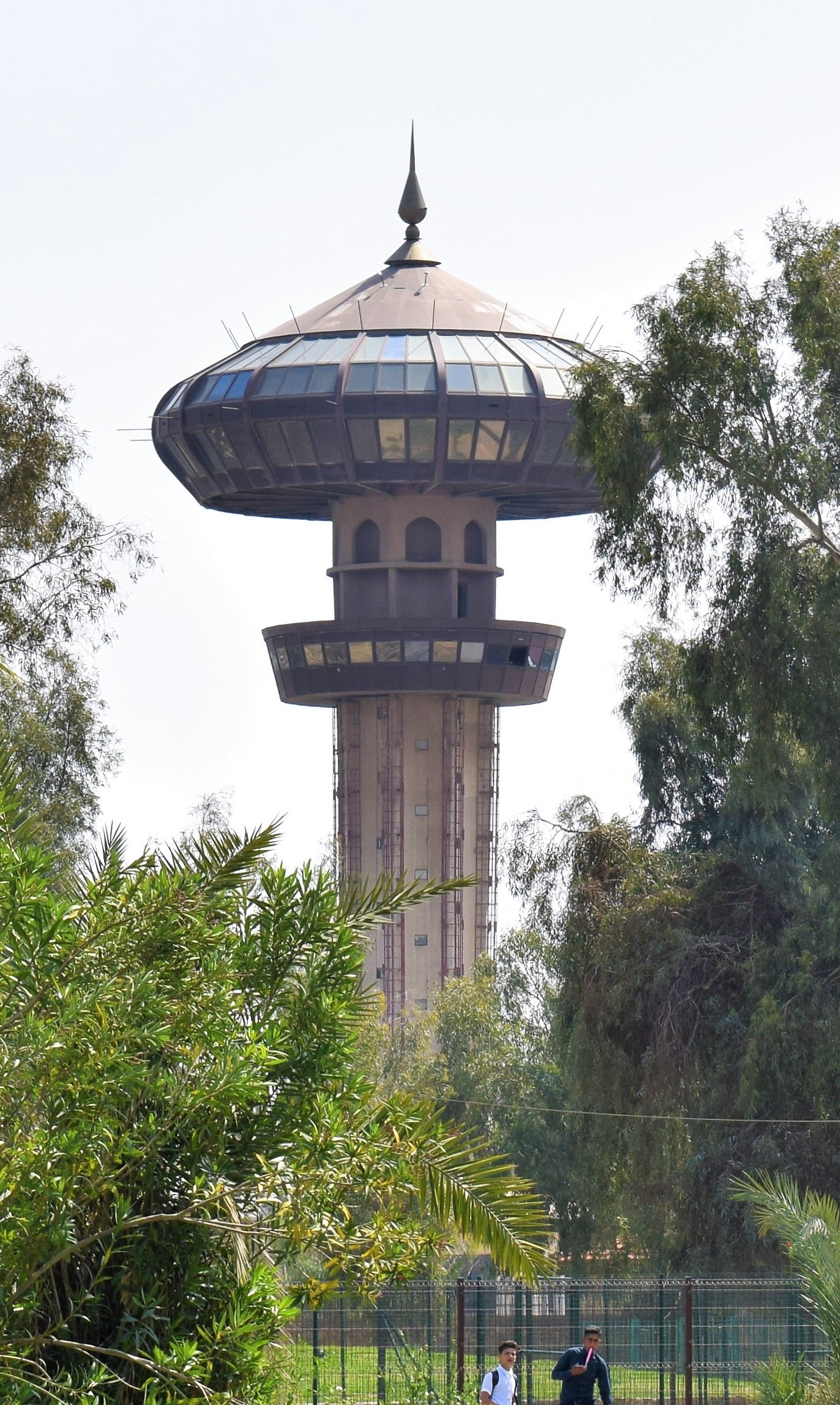
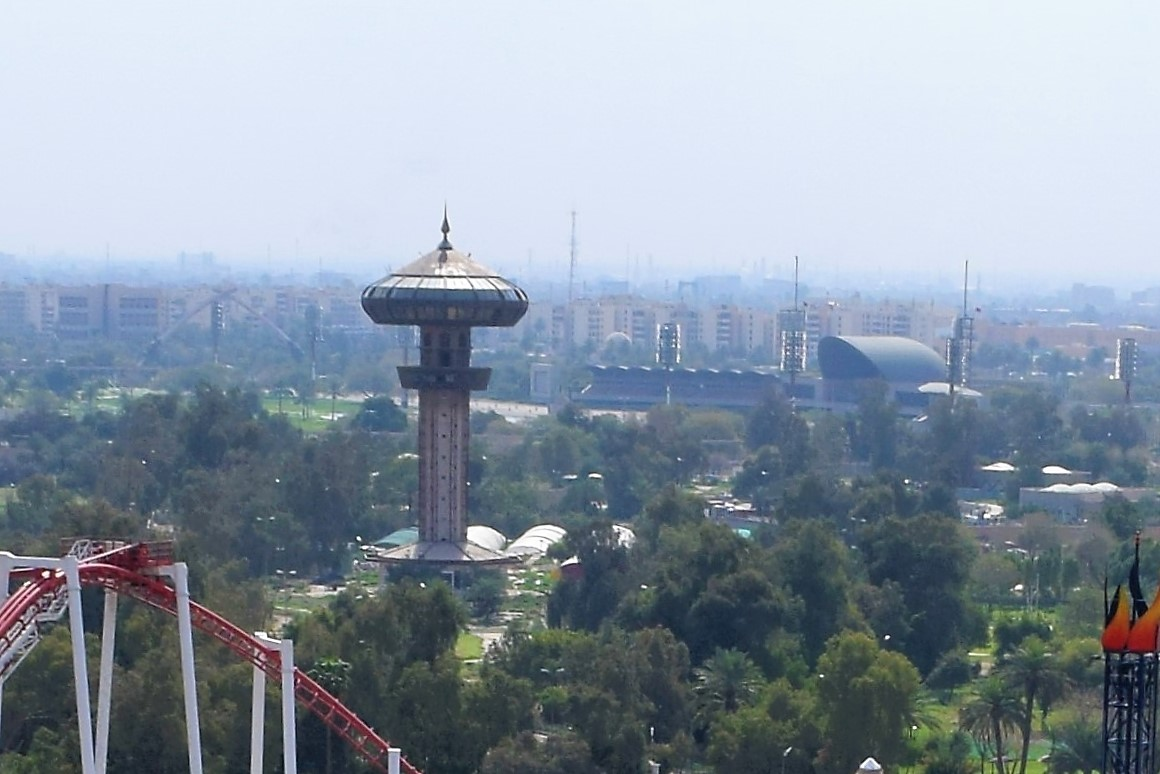
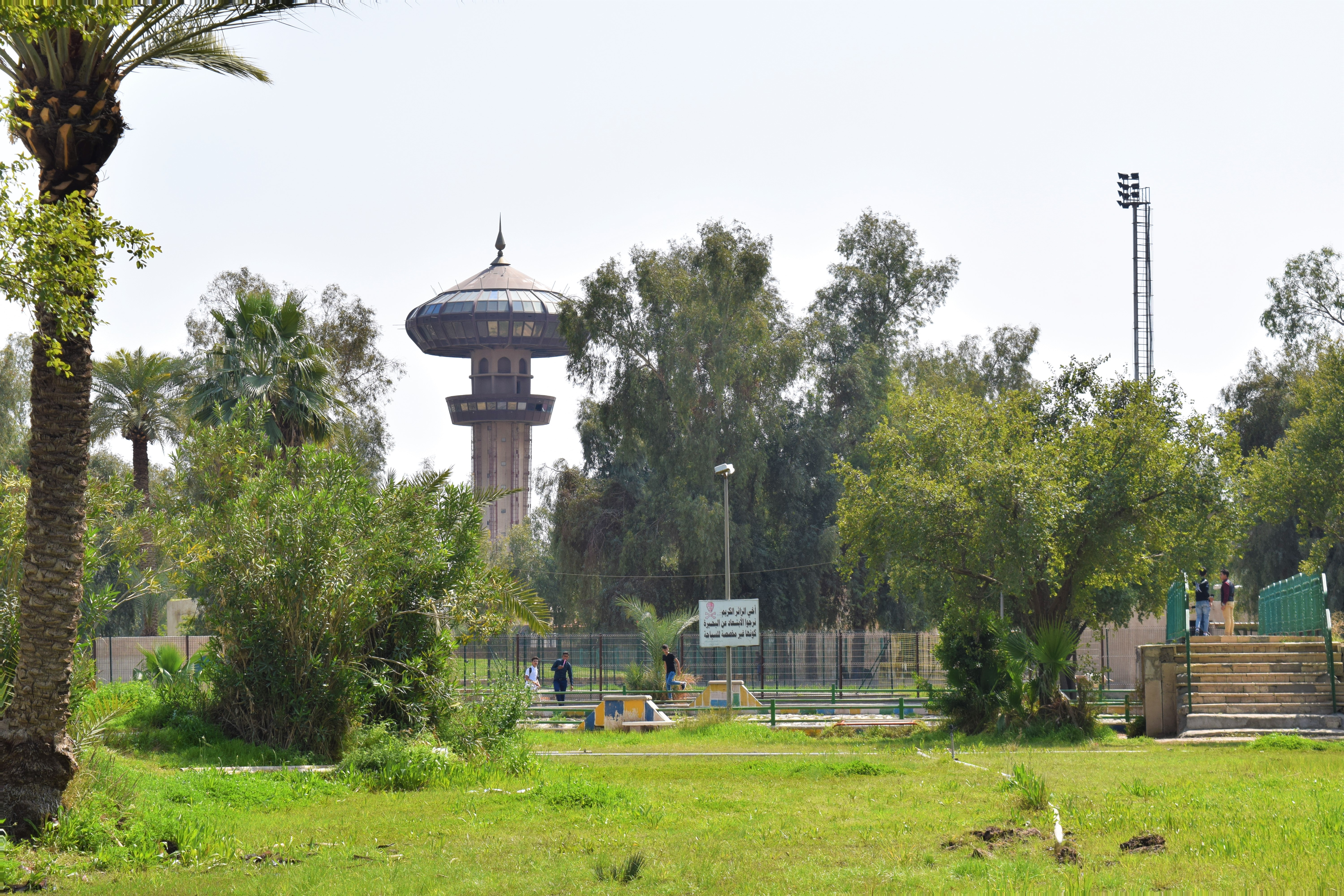